# Дімітріє-Кантемір (Ботошань)
Дімітріє-Кантемір (рум. Dimitrie Cantemir) — село у повіті Ботошані в Румунії. Входить до складу комуни Авремень.
Село розташоване на відстані 408 км на північ від Бухареста, 42 км на північний схід від Ботошань, 109 км на північний захід від Ясс.

## Населення
За даними перепису населення 2002 року у селі проживали 174 особи, усі — румуни. Усі жителі села рідною мовою назвали румунську.